# Championnat de Belgique masculin de handball 1990-1991
Navigation
Division 1 1989-1990 Division 1 1991-1992
La saison 1990-1991 du Championnat de Belgique masculin de handball est la 33e édition de la plus haute division de handball en Belgique. La première phase du championnat la phase classique, est suivie des Play-offs pour les quatre équipes terminant en tête.
Cette édition est remportée pour la première fois par le HC Herstal, 14 ans après le dernier titre d'un club wallon avec le sacre du Progrès HC Seraing en 1977.
Herstal devance le KV Sasja HC Hoboken qui empoche un billet pour jouer en Coupe de l'IHF. Le quadruple tenant du titre, le Sporting Neerpelt, doit se contenter de la troisième place tandis que l'Olse Merksem HC termine à la quatrième place des Play-offs.
Enfin, le HC Eynatten et le HK Waasmunster sont relégués et seront remplacés la saison suivante par le KTSV Eupen 1889 et l'Olympia Heusden.

## Participants
| Club                | Classement 1989-1990 | Matricule | Localisation  | Entraîneur e                 | Salle                  | Capacité |
| ------------------- | -------------------- | --------- | ------------- | ---------------------------- | ---------------------- | -------- |
| Sporting Neerpelt   | 1er                  | 112       | Neerpelt      | ?                            | Sportcentrum Dommelhof | ?        |
| HC Herstal          | 2e                   | 58        | Herstal       | Thierry Herbillon            | La Ruche               | ?        |
| KV Sasja HC Hoboken | 3e                   | 41        | Anvers        | ?                            | ?                      | ?        |
| Union beynoise      | 4e                   | 3         | Beyne-Heusay  | Jacky Bar, Christian Verbert | ?                      | ?        |
| Initia HC Hasselt   | 5e                   | 142       | Hasselt       | Eddy de Smedt                | ?                      | ?        |
| Olse Merksem HC     | 6e                   | 48        | Anvers        | ?                            | ?                      | ?        |
| Apoloon Kortrijk    | 7e/8e                | 198       | Courtrai      | ?                            | ?                      | ?        |
| Sporta Evere        | 7e/8e                | 46        | Evere         | Dominique Maillard           | ?                      | ?        |
| HC Eynatten         | ?                    | 156       | Raeren        | Pierre Chapaux               | ?                      | ?        |
| HK Waasmunster      | ?                    | 357       | Waasmunster   | ?                            | ?                      | ?        |
| HV Arena Hechtel    | ?                    | 152       | Hechtel-Eksel | ?                            | ?                      | ?        |
| RPSM                | ?                    | 49        | Saint-Nicolas | Jean-Claude Méode            | ?                      | ?        |

## Localisation
| \| HC Eynatten RPSM Initia HC Hasselt Union Beynoise Olse Merksem HC KV Sasja HC Sporting Neerpelt HC Herstal Apolloon Kortrijk HV Arena HK Waasmunster Sporta Evere \| Localisation des clubs engagés dans le championnat |
| HC Eynatten RPSM Initia HC Hasselt Union Beynoise Olse Merksem HC KV Sasja HC Sporting Neerpelt HC Herstal Apolloon Kortrijk HV Arena HK Waasmunster Sporta Evere                                                          |

Nombre d'équipes par Province
| # | Province                        | Nombre | Équipe(s)                                              |
| - | ------------------------------- | ------ | ------------------------------------------------------ |
| 1 | Province de Liège               | 4      | Union beynoise, HC Herstal, HC Eynatten, RPSM          |
| 2 | Province de Limbourg            | 2      | Initia HC Hasselt, Sporting Neerpelt, HV Arena Hechtel |
| 2 | Province d'Anvers               | 2      | KV Sasja HC Hoboken, Olse Merksem HC                   |
| 3 | Région de Bruxelles-Capitale    | 1      | Sporta Evere                                           |
| 3 | Province de Flandre-Occidentale | 1      | Apolloon Kortrijk                                      |
| 3 | Province de Flandre-Orientale   | 1      | HK Waasmunster                                         |

## Compétition

### Organisation du championnat
La saison régulière est disputée par 12 équipes jouant chacune l'une contre l'autre à deux reprises selon le principe des phases aller et retour. Une victoire rapporte 2 points, une égalité, 1 point et, donc une défaite 0 point,.
Après la saison régulière, les 4 équipes les mieux classées s'engagent dans les play-offs. Ceux-ci constituent en un nouveau championnat qui désignera le champion ainsi que les tickets européens.
Les quatre équipes s'affrontent en phase aller-retour, dans lequel le premier débute avec 4 points, le deuxième avec 3 points, le troisième avec 2 points et le quatrième avec 1 point. 
Les 8 dernières équipes de la phase régulière, ne s'engage pas dans des play-downs. Ce qui fait que les deux dernières équipes sont reléguées en division 2.

### Saison régulière

#### Classement
|    | Équipe                | Pts | J  | G  | N | P  | Bp  | Bc  | Diff |
| -- | --------------------- | --- | -- | -- | - | -- | --- | --- | ---- |
| 1  | HC Herstal            | 36  | 22 | 18 | 0 | 4  | 504 | 402 | 102  |
| 2  | KV Sasja HC Hoboken   | 34  | 22 | 17 | 0 | 5  | 443 | 361 | 82   |
| 3  | Sporting Neerpelt (T) | 34  | 22 | 16 | 2 | 4  | 472 | 386 | 86   |
| 4  | Olse Merksem HC       | 31  | 22 | 15 | 1 | 6  | 430 | 376 | 54   |
| 5  | Union beynoise        | 31  | 22 | 14 | 3 | 5  | 482 | 412 | 70   |
| 6  | Initia HC Hasselt (C) | 30  | 22 | 14 | 2 | 6  | 494 | 427 | 67   |
| 7  | Apoloon Kortrijk      | 20  | 22 | 9  | 2 | 11 | 415 | 449 | -34  |
| 8  | Sporta Evere          | 16  | 22 | 7  | 2 | 13 | 401 | 452 | -51  |
| 9  | HV Arena Hechtel      | 12  | 22 | 5  | 3 | 14 | 435 | 470 | -35  |
| 10 | RPSM                  | 13  | 22 | 4  | 1 | 17 | 419 | 517 | -98  |
| 11 | HC Eynatten           | 9   | 22 | 3  | 1 | 18 | 366 | 495 | -129 |
| 12 | HK Waasmunster        | 7   | 22 | 1  | 1 | 19 | 333 | 459 | -126 |

|                 | Qualification pour les Play-Offs  |
|                 | Play-Downs                        |
| (T)             | Tenant du titre                   |
| en augmentation | Promu de 2001                     |
| (C)             | Vainqueur de la Coupe de Belgique |

##### Évolution du Classement
- Leader du classement

| NEE | HC Herstal | HC Herstal | HC Herstal | HC Herstal | HC Herstal | HC Herstal | SAS | SAS | HC Herstal | HC Herstal | HC Herstal | HC Herstal | HC Herstal | HC Herstal | HC Herstal | HC Herstal | HC Herstal | HC Herstal | HC Herstal | HC Herstal | HC Herstal |  |  |  |  |  |  |  |  |
|     |            |            |            |            |            |            |     |     |            |            |            |            |            |            |            |            |            |            |            |            |            |  |  |  |  |  |  |  |  |
| 01  | 02         | 03         | 04         | 05         | 06         | 07         | 08  | 09  | 10         | 11         | 12         | 13         | 14         | 15         | 16         | 17         | 18         | 19         | 20         | 21         | 22         |  |  |  |  |  |  |  |  |

- Journée par journée

| Club                | 1  | 2  | 3  | 4  | 5  | 6  | 7  | 8  | 9  | 10 | 11 | 12 | 13 | 14 | 15 | 16 | 17 | 18 | 19 | 20 | 21 | 22 |
| ------------------- | -- | -- | -- | -- | -- | -- | -- | -- | -- | -- | -- | -- | -- | -- | -- | -- | -- | -- | -- | -- | -- | -- |
| Sporting Neerpelt   | 1  | 2  | 2  | 2  | 2  | 2  | 2  | 2  | 3  | 3  | 4  | 4  | 2  | 4  | 4  | 4  | 3  | 4  | 3  | 3  | 3  | 3  |
| HC Herstal          | 2  | 1  | 1  | 1  | 1  | 1  | 1  | 3  | 2  | 1  | 1  | 1  | 1  | 1  | 1  | 1  | 1  | 1  | 1  | 1  | 1  | 1  |
| KV Sasja HC Hoboken | 4  | 6  | 4  | 3  | 3  | 3  | 3  | 1  | 1  | 2  | 2  | 2  | 4  | 2  | 2  | 2  | 2  | 2  | 2  | 2  | 2  | 2  |
| Olse Merksem HC     | 11 | 7  | 5  | 6  | 7  | 6  | 5  | 5  | 4  | 6  | 5  | 5  | 3  | 5  | 5  | 5  | 4  | 3  | 4  | 4  | 5  | 4  |
| Union beynoise      | 9  | 9  | 10 | 8  | 6  | 5  | 6  | 6  | 5  | 4  | 3  | 3  | 6  | 6  | 6  | 6  | 6  | 6  | 6  | 5  | 6  | 5  |
| Initia HC Hasselt   | 3  | 3  | 6  | 5  | 4  | 4  | 4  | 4  | 6  | 5  | 6  | 6  | 5  | 3  | 3  | 3  | 5  | 5  | 5  | 6  | 4  | 6  |
| Apolloon Courtrai   | 5  | 4  | 3  | 4  | 5  | 6  | 6  | 8  | 8  | 7  | 8  | 7  | 8  | 7  | 7  | 7  | 7  | 7  | 7  | 7  | 7  | 7  |
| Sporta Evere        | 6  | 5  | 7  | 9  | 9  | 8  | 7  | 7  | 7  | 8  | 7  | 8  | 7  | 8  | 8  | 8  | 8  | 8  | 8  | 8  | 8  | 8  |
| HV Arena Hechtel    | 10 | 10 | 8  | 7  | 8  | 9  | 9  | 10 | 10 | 9  | 9  | 10 | 9  | 9  | 9  | 9  | 9  | 9  | 9  | 9  | 9  | 9  |
| RPSM                | 7  | 12 | 12 | 11 | 12 | 10 | 10 | 9  | 9  | 10 | 10 | 9  | 10 | 10 | 10 | 10 | 10 | 11 | 11 | 10 | 10 | 10 |
| HC Eynatten         | 8  | 11 | 11 | 12 | 11 | 12 | 12 | 12 | 12 | 12 | 12 | 12 | 11 | 11 | 11 | 11 | 11 | 10 | 10 | 11 | 11 | 11 |
| HK Waasmunster      | 12 | 8  | 9  | 9  | 10 | 11 | 11 | 11 | 11 | 11 | 11 | 11 | 12 | 12 | 12 | 12 | 12 | 12 | 12 | 12 | 12 | 12 |

#### Matchs
| Résultats (dom.\ext.)                                      | SNE   | AKO   | HER   | IHA   | KVS   | OME   | UBE   | ARE   | WAA   | EVE   | HCE   | RPSM  |
| Sporting Neerpelt                                          |       | 23-19 | 21-20 | 20-20 | 18-16 | 20-17 | 23-22 | 24-19 | 25-12 | 23-16 | 29-15 | 31-20 |
| Apoloon Kortrijk                                           | 20-16 |       | 14-21 | 16-25 | 14-21 | 14-22 | 19-20 | 28-24 | 15-14 | 25-26 | 22-19 | 17-13 |
| HC Herstal                                                 | 19-18 | 34-23 |       | 27-17 | 21-18 | 23-14 | 19-15 | 25-19 | 22-16 | 16-15 | 19-18 | 32-22 |
| Initia HC Hasselt                                          | 19-22 | 22-14 | 23-25 |       | 22-23 | 17-18 | 28-23 | 25-20 | 17-16 | 24-20 | 32-19 | 34-23 |
| KV Sasja HC Hoboken                                        | 22-21 | 20-14 | 22-21 | 20-15 |       | 17-18 | 19-15 | 21-12 | 23-12 | 18-14 | 28-4  | 22-17 |
| Olse Merksem HC                                            | 17-21 | 20-24 | 25-19 | 16-19 | 14-13 |       | 17-21 | 19-17 | 19-13 | 26-19 | 30-13 | 23-18 |
| Union Beynoise                                             | 17-17 | 21-24 | 22-21 | 19-19 | 20-17 | 16-15 |       | 28-20 | 26-14 | 27-20 | 29-19 | 34-15 |
| HV Arena Hechtel                                           | 19-20 | 22-22 | 21-23 | 18-24 | 12-18 | 17-23 | 16-16 |       | 24-16 | 18-22 | 24-21 | 26-17 |
| HK Waasmunster                                             | 9-24  | 14-16 | 13-33 | 15-25 | 19-21 | 8-20  | 16-22 | 19-24 |       | 13-15 | 18-15 | 17-19 |
| Sporta Evere                                               | 20-19 | 15-15 | 16-21 | 16-23 | 15-19 | 19-23 | 17-18 | 24-20 | 17-16 |       | 17-18 | 27-21 |
| HC Eynatten                                                | 11-22 | 14-22 | 15-19 | 21-25 | 14-19 | 15-15 | 19-20 | 16-24 | 21-20 | 13-16 |       | 22-20 |
| RPSM                                                       | 15-16 | 19-22 | 15-24 | 16-19 | 19-26 | 13-19 | 18-31 | 19-19 | 32-18 | 23-14 | 25-24 |       |
| - Victoire à domicile - Match nul - Victoire à l'extérieur |       |       |       |       |       |       |       |       |       |       |       |       |

### Play-offs

#### Classement
|   | Équipe                | Pts | J | G | N | P | Bp  | Bc  | Diff |
| - | --------------------- | --- | - | - | - | - | --- | --- | ---- |
| 1 | HC Herstal            | 15  | 6 | 5 | 1 | 2 | 121 | 111 | 10   |
| 2 | KV Sasja HC Hoboken   | 12  | 6 | 4 | 1 | 3 | 124 | 118 | 6    |
| 3 | Sporting Neerpelt (T) | 4   | 6 | 1 | 0 | 7 | 119 | 133 | -14  |
| 4 | Olse Merksem HC       | 3   | 6 | 1 | 0 | 7 | 116 | 119 | -3   |

|     | Qualification pour la Coupe des clubs champions |
|     | Qualification pour la Coupe de l'IHF            |
|     | Qualification pour la Coupe des coupes          |
| (T) | Tenant du titre                                 |
| (C) | Vainqueur de la Coupe de Belgique               |

Remarque : pour rappel, grâce à leur classement à l'issue la saison régulière, le HC Herstal, le KV Sasja HC Hoboken, le Sporting Neerpelt et le Olse Merksem HC ont débuté les plays-offs avec respectivement 4, 3, 2 et 1 point de bonus.

#### Matchs
| Résultats (dom.\ext.)                                      | HER   | KVS   | SNE   | OME   |
| HC Herstal                                                 |       | 19-19 | 20-19 | 24-18 |
| KV Sasja HC Hoboken                                        | 19-20 |       | 24-19 | 15-13 |
| Sporting Neerpelt                                          | 20-21 | 21-24 |       | 21-20 |
| Olse Merksem HC                                            | 16-17 | 15-23 | 24-19 |       |
| - Victoire à domicile - Match nul - Victoire à l'extérieur |       |       |       |       |

### Champion
| Champion de Belgique de handball 1990-1991 Handball Club Herstal 1er titre |

### Bilans

#### Classement final
| Rang | Équipe                |
| ---- | --------------------- |
| 1er  | HC Herstal            |
| 2e   | KV Sasja HC Hoboken   |
| 3e   | Sporting Neerpelt (T) |
| 4e   | Olse Merksem HC       |
| 5e   | Union beynoise        |
| 6e   | Initia HC Hasselt (C) |
| 7e   | Apoloon Kortrijk      |
| 8e   | Sporta Evere          |
| 9e   | HV Arena Hechtel      |
| 10e  | RPSM                  |
| 11e  | HC Eynatten           |
| 12e  | HK Waasmunster        |

|                 | Champion de Belgique et qualifié pour la Coupe des clubs champions |
|                 | Qualifiés pour la Coupe de l'IHF                                   |
|                 | Qualification pour la Coupe des coupes                             |
|                 | Relégués en division 2                                             |
| (T)             | Tenant du titre                                                    |
| (C)             | Vainqueur de la Coupe de Belgique                                  |
| en augmentation | Promu de début de saison en Division 1                             |

#### Parcours en coupes d'Europe
| Club              | Compétition               | Tour d'entrée | Résultat            | Dernier adversaire  |
| Sporting Neerpelt | Coupe des clubs champions | 1er tour      | éliminé au 1er tour | HV Sittard          |
| Initia HC Hasselt | Coupe des coupes          | 1er tour      | éliminé au 1er tour | Hermes Den Haag     |
| HC Herstal        | Coupe de l'IHF            | 1er tour      | éliminé en 2e tour  | RK Borac Banja Luka |

#### Bilan de la saison
| Tableau d'honneur de la saison 1990-1991 |                                 |              |
| Compétition                              | Vainqueur                       | Commentaire  |
| Championnat de Belgique                  | HC Herstal                      | 1er titre    |
| Coupe de Belgique                        | Initia HC Hasselt               | 3e victoire  |
| Qualifications européennes               |                                 |              |
| Compétition                              | Qualifiés                       | Qualifiés    |
| Coupe des clubs champions                | HC Herstal                      | Premier tour |
| Coupe des coupes                         | Initia HC Hasselt               | Premier tour |
| Coupe de l'IHF                           | KV Sasja HC Hoboken             | Premier tour |
| Promotions et relégations                |                                 |              |
| Promu en Division 1 (D1)                 | KTSV Eupen 1889 Olympia Heusden | ?            |
| Relégation en Division 2 (D2)            | HC Eynatten HK Waasmunster      | 11e 12e      |